# Bojanów (województwo śląskie)
Bojanów (dodatkowa nazwa w j. niem. Bojanow) – wieś sołecka w Polsce położona w województwie śląskim, w powiecie raciborskim, w gminie Krzanowice.
W latach 1975–1998 miejscowość administracyjnie należała do województwa katowickiego.

## Geografia
Miejscowość leży na lewym brzegu Psiny, około pięć kilometrów na południowy zachód od Raciborza i dwa kilometry na północny zachód od Krzanowic, na drodze wojewódzkiej numer 917, niedaleko granicy polsko-czeskiej.

## Nazwa
Nazwa należy do grupy nazw patronomicznych i pochodzi od staropolskiego imienia męskiego założyciela Bojana. Niemiecki nauczyciel Heinrich Adamy w swoim dziele o nazwach miejscowości na Śląsku wydanym w 1888 roku we Wrocławiu wymienia jako najstarszą zanotowaną nazwę miejscowości Bojanów. W 1532 roku zmieniono nazwę miejscowości na Boyanoff. Polską nazwę Bojanów oraz zgermanizowaną Bojanow wymienia w 1896 roku śląski pisarz Konstanty Damrot w książce o nazewnictwie miejscowym na Śląsku.
Po dojściu do władzy narodowych socjalistów w 1936 roku zmieniono nazwę wsi na Kriegsbach. Po 1945 roku przywrócono nazwę Bojanów.

## Historia
Pierwszy raz nazwa miejscowości wspomniana została w dokumencie z roku 1313, w którym wymieniony jest jako świadek rycerz Gerhard z Bojanowa. Wieś politycznie znajdowała się początkowo w granicach piastowskiego (polskiego) księstwa raciborskiego, będącego od 1327 lennem Królestwa Czech.
W 1683 roku, w nocy z 24 na 25 sierpnia gdy król Jan III Sobieski zdążał na odsiecz Wiednia, 27 tysięcy jego żołnierzy biwakowało na rozległych łąkach między Bojanowem a Borucinem. Po wojnach śląskich wieś znalazła się w granicach Prus. Od 1818 roku w powiecie raciborskim.
Historycznie Bojanów był osadą graniczną diecezji wrocławskiej, położone na południe od Psiny Krzanowice i Borucin leżały już w diecezji ołomunieckiej. W miejscowości tradycyjnie posługiwano się śląskim dialektem jednak z silnymi wpływami gwar laskich.
W granicach Polski miejscowość jest od końca II wojny światowej. W 1975 roku miejscowość liczyła 880 mieszkańców.